# Союз ТМ-18
Союз ТМ-18 е пилотиран космически кораб от серията „Союз ТМ“ към станцията „Мир“ и 94-ти полет по програма „Союз“.

## Екипаж

### При старта

#### Основен
- Виктор Афанасиев(2) – командир
- Юрий Усачев(1) – бординженер
- Валерий Поляков(2) – космонавт-изследовател (лекар)

#### Дублиращ
- Юрий Маленченко – командир
- Талгат Мусабаев – бординженер
- Герман Арзамазов – космонавт-изследовател (лекар)

### При кацането
- Виктор Афанасиев – командир
- Юрий Усачев – бординженер

## Параметри на мисията
- Маса: 7150 кг
- Перигей: 244 км
- Апогей: 388 км
- Наклон на орбитата: 51,6°
- Период: 90,1 мин

## Описание на полета
„Союз ТМ-18“ доставя в орбита 15-а дълговременна експедиция на станцията „Мир“. Голяма част от изследванията на новия екипаж на станцията „Мир“ е в областта на медицината. Членовете на екипажа се намирали под наблюдението на лекаря В. Поляков. Предвиждало се самият той да остане в космоса 14 месеца и да постави нов световен рекорд за продължителност на космическия полет.
Изследванията засягат храненето, мускулните функции, кръвоносната система, белите дробове и имунната система. Освен това се анализирали измененията на кръвта и нервната система, нарушенията на обмена на веществата (червените кръвни телца), промяната обема на кръвта и функцията на вестибуларната система в средното ухо.
Правени са изследвания на намаляването съдържанието на калций в костите при продължителен престой в състояние на безтегловност. Неизвестно остава, дали този процес спира и на какво ниво.
Изследвани са съня на космонавтите, координацията им, възприятията и движенията им. Изследвано е психологическото и психомоторното състояние на Валерий Поляков по време на продължителния полет – скоростта на реакциите, кратковременната памет и вниманието му.
Проведени са и изследвания в областта на материалознанието – поведението на преохладени сплави. Установено е, че в безтегловност течното състояние се запазва и при по-ниска температура от точката на втвърдяване. В зависимост от температурата и пробите имали различна микроструктура.
Изследвана е вероятността за образуване на плесен на неметални повърхности, направени са голям брой снимки на повърхността на Земята, измервана е интензивността на космическите лъчи вътре и вън от станцията.
На транспортния кораб „Прогрес М-21“ е изпробвана нова система за управление чрез наблюдателни камери, която трябвало да работи и в случай на отказ на системата за скачване. С помощта на три камери наземният персонал ще получава пълна картина на маневрите по сближаване и би могъл да скачи кораба на ръчен режим.
По време на полета са посрещнатаи и разтоварени транспортните кораби „Прогрес М-21, М-22 и М-23“.